# Catocala vivida
Catocala vivida là một loài bướm đêm trong họ Erebidae.